# Karenga
A Karenga (oroszul: Каренга) – folyó Oroszország ázsiai részén, a Bajkálontúli határterületen; a Vityim jobb oldali mellékfolyója.
Hossza: 366 km, vízgyűjtő területe: 10 100 km²; közepes vízhozama (a torkolattól 180 km-re): 16,5 m³/s.
A Jablonovij-hegyvonulatot a Cserszkij-hegyvonulattal összekötő Csingikan-hegy közelében, kb. 1300 m magasságban ered. (Egy korábbi forrás szerint a Jablonovij-hegyvonulaton ered.)
A Nyercsa folyóval párhuzamosan, de éppen ellenkező irányba: északkelet felé folyik. Szűk völgye végig a Jablonovij- (balról) és a Cserszkij-hegyvonulat (jobbról) között kanyarog. Uszty-Karenga falu közelében ömlik a Vityimbe, (mely ezen a szakaszán a Burjátfölddel közös határon folyik).
Október közepétől május közepéig, 170–225 napig jég borítja, néhol fenékig befagy. A nyári hónapokban vízszintje erősen ingadozik.
Mellékfolyói (Bugarihta, Bereja, Marekta stb.) nem jelentősek.